# Постанова суду
Постанова суду — письмове судове рішення, в якому справа вирішується по суті.
За своїм процесуальним статусом постанова суду в цілому рівнозначна рішенню.
Постанови суду, що набрали чинності, є обов'язковими до виконання.

## В Україні
Прийняттям постанови закінчується судовий розгляд у справах про адміністративні правопорушення; апеляційний і касаційний розгляд господарських та адміністративних справ, касаційний розгляд кримінальних справ.
Крім того, постанови приймає палата, об'єднана палата, Велика Палата Верховного Суду, а також Пленум Верховного Суду з питань своєї діяльності.
Висновки щодо застосування норм права, викладені у постановах Верховного Суду, є обов'язковими для всіх суб'єктів владних повноважень, які застосовують у своїй діяльності нормативно-правовий акт, що містить відповідну норму права. Висновки щодо застосування норм права, викладені у постановах Верховного Суду, враховуються іншими судами при застосуванні таких норм права.

### Справи про адміністративні правопорушення
Постанова суду, судді загального суду по справі про адміністративне правопорушення може бути про:
1. накладення адміністративного стягнення;
2. застосування заходів впливу до неповнолітніх;
3. закриття справи.

Постанова повинна містити: найменування органу (посадової особи), який виніс постанову, дату розгляду справи; відомості про особу, щодо якої розглядається справа; опис обставин, установлених при розгляді справи; зазначення нормативного акта, який передбачає відповідальність за дане адміністративне правопорушення; прийняте по справі рішення; положення про стягнення з особи, щодо якої її винесено, судового збору; інші відомості.
Вона може бути оскаржена до апеляційного суду, який за наслідками розгляду також приймає постанову.

### Господарські справи
За наслідками розгляду апеляційної скарги апеляційний господарський суд приймає постанову. Вона може бути про:
1. залишення судового рішення суду першої інстанції без змін;
2. скасування судового рішення повністю або частково;
3. визнання нечинним судового рішення суду першої інстанції повністю або частково і закриття провадження;
4. у передбачених ГПК випадках скасування своєї постанови.

За наслідками розгляду касаційної скарги Касаційний господарський суд також приймає постанову.
Ці постанови набирають законної сили з дня їх прийняття.

### Адміністративні справи
Постанова в адміністративному судочинстві — це письмове рішення суду апеляційної або касаційної інстанції в адміністративній справі, у якому вирішуються вимоги апеляційної чи касаційної скарги. Натомість, суд першої інстанції приймає рішення.

### Кримінальні справи
У кримінальному судочинстві постанови приймає лише Касаційний кримінальний суд. Він може:
1. залишити судове рішення без зміни, а касаційну скаргу — без задоволення;
2. скасувати судове рішення і призначити новий розгляд у суді першої чи апеляційної інстанції;
3. скасувати судове рішення і закрити кримінальне провадження;
4. змінити судове рішення.

### Постанови Пленуму Верховного Суду
Пленум Верховного Суду є колегіальним органом, до складу якого входять усі судді Верховного Суду.
До його повноважень, належить, зокрема, обрання та звільнення Голови ВС, надання висновки щодо проектів законодавчих актів, які стосуються судоустрою, звернення до Конституційного Суду України з питань конституційності правових актів, офіційного тлумачення Конституції України; узагальнення практики застосування матеріального і процесуального законів; надання роз'яснень з питань застосування законодавства при вирішенні судових справ та ін.
Пленум приймає з розглянутих питань постанови, які підписуються головуючим на засіданні Пленуму та секретарем Пленуму і публікуються в офіційному друкованому органі та розміщуються на веб-сайті Верховного Суду.